# Leopoldo Francovig
Leopoldo Francovig – italianizzato Del Franco – (Lucinico, 28 ottobre 1906 – Magenta, 31 luglio 1969) è stato un calciatore italiano, di ruolo centrocampista.

## Carriera
Dopo aver militato nella Pro Gorizia, nel 1928 passa al Bari, con cui disputa 23 gare segnando 3 reti nel campionato di Divisione Nazionale 1928-1929.
Nel 1930 si trasferisce al Cagliari, con cui vince il campionato di Prima Divisione 1930-1931 e disputa i tre successivi campionati di Serie B, totalizzando con i rossoblù 80 presenze, di cui 65 tra i cadetti.
Nel 1940-1941 milita nella squadra del Carbonia, che raggiunge il primo posto nel Campionato di 1ª Divisione Sardo a pari merito col Medusa Bosa, aggiudicandosi il titolo di campione regionale per miglior differenza reti.